# Giacomo Antonelli

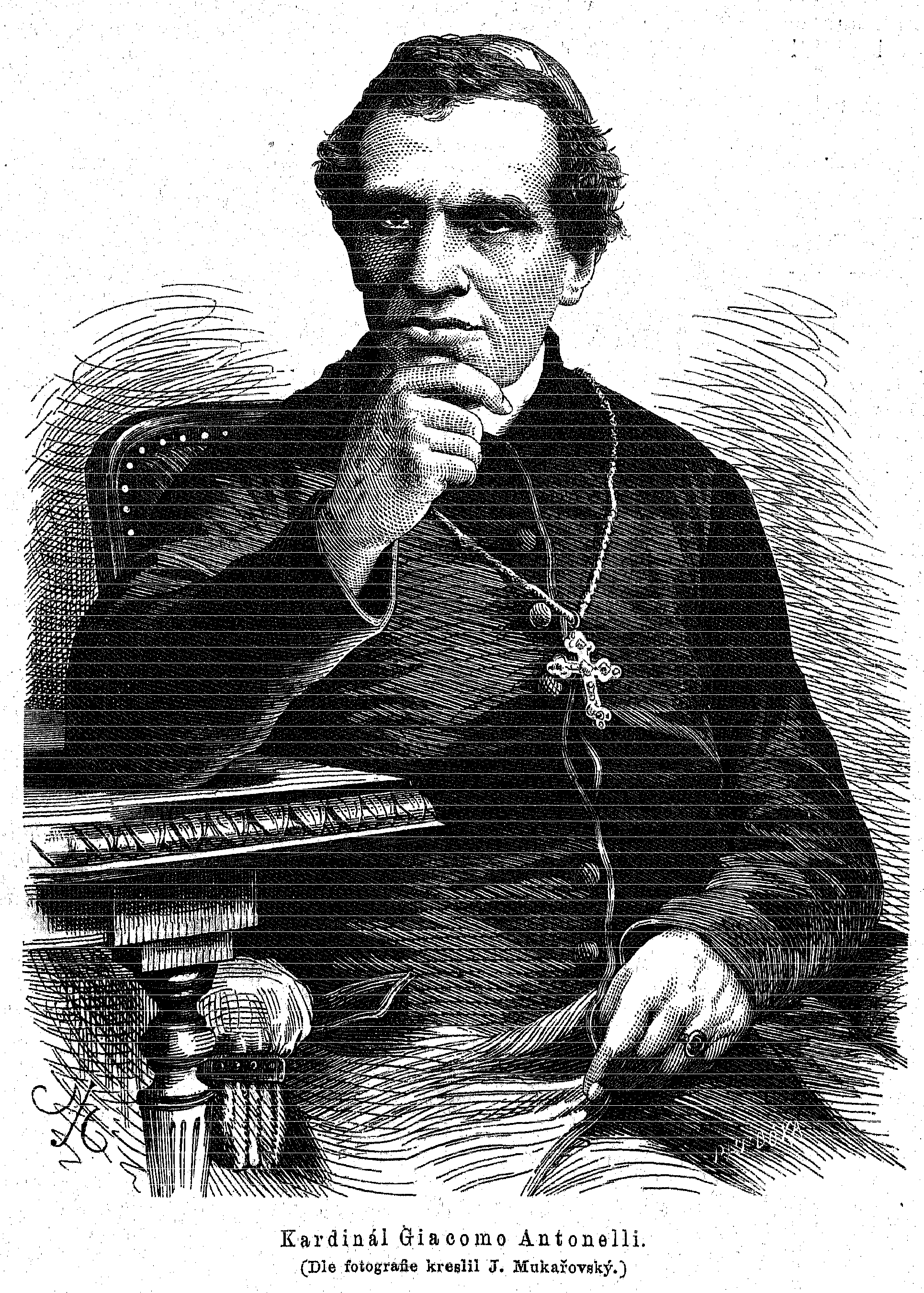
Giacomo Antonelli (1876)

Giacomo Antonelli, född 2 april 1806 i byn Sonnino i dåvarande Kyrkostaten, död 6 november 1876 i Rom, var en italiensk kardinal och påvlig statssekreterare. 

## Biografi
Giacomo Antonelli tillhörde en gammal släkt, som bland sina medlemmar visserligen räknat rättslärda och hävdatecknare, men även stråtrövare. Han kom tidigt till Rom och uppfostrades i det stora seminariet, där han utmärkte sig till den grad att påven Gregorius XVI tog honom i sitt personliga beskydd och bestämde honom för statsmannabanan. Där steg han hastigt från det ena ämbetet till det andra, och utnämndes 1845 till storskattmästare (finansminister). Antonelli, som förut ivrigt hade förfäktat både andlig och världslig despotism, understödde sedan Pius IX (1846) blivit påve, de liberala reformer som denne ville genomföra och vann därigenom stort inflytande över den nye påven. 1847 utsågs han till kardinaldiakon av Sant'Agata alla Suburra och kort därefter till finansminister i den ministär som Pius IX började sina reformsträvanden genom att bilda. Antonelli slöt sig nu fullständigt till de nyvaknade frihetsrörelserna, var med om utarbetandet av den liberala författningen av 14 mars 1848 och blev president i den nya konstitutionella ministären. 
För att smickra den spirande nationalismen lät han den påvliga hären rycka in i Lombardiet för att understödja piemonteserna mot Österrike. Snart började han dock motarbeta de liberala reformer han förut befordrat, och efter de romerska truppernas kapitulation vid Vicenza (16 juni 1848) övertalade han påven att fördöma kriget mot det katolska Österrike. Folkets ovilja över detta avfall tvingade Antonelli och hans kolleger att avgå ur ministären; han var dock fortfarande påvens personlige rådgivare och den egentlige ledaren över Kyrkostatens politik. 
Efter mordet på Pellegrino Rossi rådde Antonelli påven att fly från Rom (november 1848). Han medföljde påven till Gaeta och blev där utnämnd till statssekreterare, det vill säga Kyrkostatens regeringschef. Den 12 april 1850 återvände han med påven till Rom och skötte som president för statsrådet och statssekreterare nästan ensam den världsliga regeringen. Antonelli bär därför ansvaret för det skoningslösa polisförtryck och de usla förhållanden som rådde i Kyrkostaten efter den påvliga maktens återställande och som väl i viss mån bidrog till Kyrkostatens fall. 
Även efter Kyrkostatens fullständiga införlivande med kungariket Italien  i oktober 1870 fortfor Antonelli att sköta påvestolens utländska angelägenheter, men undanträngdes i övrigt alltmer av jesuiterna från inflytande över Pius IX. Under sin styrelsetid hade Antonelli förstått berika sig själv och sina släktingar, men lämnade vid sin död Vatikanens finanser i stor oreda med ett underskott på 45 miljoner lire. För att erhålla en del av Antonellis efterlämnade ofantliga förmögenhet (över 100 miljoner lire) väckte grevinnan Lambertini, som påstod sig vara hans dotter, 1877 en process som blev mycket skandalös, men som inbringade henne intet.